# جسارت و بنزین
جسارت و بنزین (انگلیسی: Nerve and Gasoline) یک فیلم کمدی صامت کوتاه به کارگردانی ویلارد لوئیس است که در سال ۱۹۱۶ منتشر شد. از بازیگران این فیلم می‌توان به فلورنس مک‌لاکلین و اولیور هاردی اشاره کرد.